# Шахта «Червоноградська»
ДВАТ Шахта «Червоноградська» — (до 2001 року — Шахта № 2 «Червоноградська» ) відокремлений підрозділ державного підприємства ВО ДКХ «Львіввугілля» у  Львівсько-Волинському кам'яновугільному басейні. Займає частину Межирічанського та  Західно-Бузького родовищ. Розташована у місті Шептицький, Львівської області.
У 2003 р. видобуто 394 тис.т. вугілля.
Адреса: 80100, Україна, Львівська область, м. Шептицький, вул. Промислова, 27